# Лютеранські Церкви Реформації
Лютеранські Церкви Реформації (ЛЦР) — це об'єднання лютеранських конгрегацій. Лютеранські Церкви Реформації мають коріння серед груп лютеран, які розірвалися з Лютеранською Церквою — Міссурі Синодом (ЛЦМС) в середині 20 століття, і офіційно були включені в 1964 році. Церковні служби, як правило, традиційні та шанобливі в стилі консервативних християн середини 19-х років.

## Основні постулати
Лютеранські Церкви Реформації вчать, що Біблія є єдиним авторитетним джерелом доктрини та без помилок. Він підписується на лютеранські сповіді (Книгу злагоди) не так далеко, а тому, що це точне представлення того, чого вчить Святе Письмо. Воно вчить, що Ісус є центром Святого Письма і єдиним шляхом до вічного спасіння, і що Дух Святий використовує Євангеліє лише в Слові та Таїнствах (Хрещення та Святе Причастя), щоб привернути людей до віри в Ісуса як Спасителя і зберегти їх у цій вірі, зміцнюючи їх у щоденному освяченні.

## Вчення
Доктрина лютеранських Церков Реформації узагальнена в Короткій заяві Франца Августа Отто Пейпера про доктринальну позицію Синоду Міссурі та «Ми всі віримо в одного Істинного Бога Уолласа Мак- Лофліна: короткий підсумок біблійного вчення».

## Діяльність
Лютеранська церква Реформації видає Одна домовленість, щомісячний релігійний і новини журнал, і Вірне слово, квартальний богословський журнал.
Інститут сакральних досліджень Мартіна Лютера в Декатурі, штат Індіана, які викладають вчителями в колегії ЛЦР.
Лютеранські Церкви Реформації регулюється за допомогою щорічних конвенцій, де голосують делегати конгрегацій. Доктринальні резолюції повинні бути одноголосними, інакше рішення, які знаходяться в меншості, будуть відсторонені від ЛЦР. Повсякденною роботою ЛЦР керує Рада, члени якої обираються на трирічні строки, комісії та комітети.
У цілому місія ЛЦР є місіонерською, яка служить тим, хто відійшов від своєї пастви та інших лютеронів-однодумців. За кордоном ЛЦР підтримує пастви в Нігерії та Кенії та готує пасторів для Лютеранських Церков Реформації в Нігерії. ЛЦР також провела семінари для підготовки пасторів у Демократичній Республіці Конго.
Станом на березень 2009 року близько 1300 людей хрещені та стали членами пастви ЛЦР .

## Відношення до інших лютеранських груп
З'їзди в ЛцР та Лютеранська конференція Конкордія були організовані як православна лютеранська конференція (ПЛК) у 1951 р. ПЛК розкололась в 1956 році після того як проф. Пол Е. Крецман припинив спілкування з церквою та деякими громадами після того, як вони звинуватили його у вчительську помилку в класі. Ці пастви утворили лютеранську конференцію Конкордії а інші, разом з Крецманом, об'єдналися з іншими консерваторами, які покинули Лютеранську церкву та Міссурі, щоб організуватися як ЛцР.
ЛЦР обговорював церковні братства з Євангелічним лютеранським синодом Вісконсіна в 1960-х, але заявив, що розбіжності щодо вчення Церкви та Міністерства розділяли церковні товариства в липні 1970 року.
Товариство лютеранських конгрегацій (ТЛК) — це група паств, яка покинула ЛЦР у 1979 році після суперечки про належну процедуру відлучення. Конгрегації ТЛК приєдналися до лютеранської конференції Concordia близько 2004 року.
Деякий час у 1990-х рр. ЛЦР знаходилися офіційно церковному товаристві з Іллінойською лютеранською конференцією (ІЛК). ІЛК був організований у 1979 році після того, як три громади залишили протест Євангелічного лютеранського синодину Вісконсина, коли пастор був відсторонений через претензії, висунуті щодо Біблії короля Джеймса . Між ІЛК та ЛЦР виникли суперечки щодо «появи зла» (1 Сол. 5:22 [Архівовано 1 жовтня 2007 у Wayback Machine.]) та вчення Церкви та Міністерства. ЛЦР розірвали спілкування через розбіжності, виявлені під час суперечки про «появу зла».
У лютому 2006 р. П'ять паств та чотири пастори припинили співпрацю з рештою церков ЛЦР, коли внаслідок розбіжностей щодо доктрини міністерства з'їзд ЛЦР був розпущений через юридичні дії певних членів, більшість з яких були жінка, яка не погодилася зі своїм пастором. Це призвело до звинувачення в жіночому виборчому право з одного боку та легалізму з іншого. Обидві сторони з'їзду ніколи не просили винести рішення про поділ. З'їзди, які призупинили спілкування в лютому 2006 року, відкликали своє членство в ЛЦР у квітні 2006 року після того, як спеціальна конвенція, закликана вирішити суперечки, відмовилася обговорювати питання жіночого виборчого права та вищезгаданого припинення. Документ з назвою «Міністерство та допоміжний офіс з повагою до легалізму» який був представлений на цій конференції з метою вирішення суперечки, з тих пір були прийняті одноголосно іншими паствами ЛЦР. Згодом, у липні 2007 року, було прийнято ще один документ з позиції ЛЦР під назвою « Свобода чи смерть» який привертає увагу до різних видів легалізму. Ті громади, які відкликалися від членства в ЛЦР, оголосили церковне товариство між собою і з тих пір організовували православну лютеранську конфесійну конференцію (ПЛКК) . Шоста громада в Хадсоні, штат Мічиган, пізніше вийшла з ЛЦР через ті самі питання і залишається незалежною.

## Відмінні характеристики
ЛЦР вважає, що місцева громада є єдиною боговстановленою церковною організацією, і не називає синоди або конфесії як церкви. Це відокремлює групу від деяких інших консервативних лютеран, таких як Євангелічний лютеранський синод Вісконсина .
Пастви ЛЦР використовують версію Біблії Кінга Джеймса для всіх публічних цілей, «Синє» видання «Малий катехізис Лютера» 1943 року в інструкції з підтвердження та "Лютеранський гімн " 1941 р. Однак, ЛЦР не дотримується позиції короля Джеймса Єдиного, оскільки він визнає традиційним для Старого та Нового Заповітів єврейський та грецький мови відповідно до будь-якого перекладу.
У 1990 році ЛЦР прийняла резолюцію під назвою «Відродження», в якій заявила, що контроль за народжуваністю в усіх формах є гріхом, хоча номінал «дозволяє (-ють) для» … «виняткових випадків (казуїстика)», наприклад, коли життю чи здоров'ю жінки загрожує небезпека.
Збори ЛЦР слідують 1 Тимофію 2:12 у практиці виборчого права лише для чоловіків у зборах виборців. Це являє собою узгодження з найбільш консервативними лютеранськими органами в США і значно відходить від його материнського органу — ЛЦМС, який дозволяє своїм громадам домовитись про місцевий розсуд з цього питання.
Лютеранські Церкви Реформації дотримуються Короткої заяви 1932 року, яка підтверджує традиційні вірування Лютеранської церкви, зафіксовані в Книзі [Архівовано 13 січня 2013 у Wayback Machine.] згоди, включаючи: інертність Святого Письма, Божественне творіння за шість днів, молода земля, божественна установа місцевої громади, божественна установа місцевого відомства міністерства, закрите спілкування та антихриста.

## Іноземні посилання
- Офіційний вебсайт LCR [Архівовано 2 січня 2019 у Wayback Machine.]
- Міжборчі відносини в останні роки Едварда К. Фредріха [Архівовано 6 грудня 2019 у Wayback Machine.]
- Маленька лекція про маловідомі лютеранські синоди Едварда К. Фредріха [Архівовано 6 грудня 2019 у Wayback Machine.]
- Доктринальні відмінності між Євангелічним лютеранським синодом Вісконсина та Церквою Лютеранської конфесії, Лютеранською конференцією Конкордія та лютеранськими церквами Реформації. автор Lyle W. Lange [Архівовано 6 грудня 2019 у Wayback Machine.]
- WELS Актуальні питання щодо відмінностей між WELS та LCR